# Jan Wegereef
Jan Wegereef (* 17. Januar 1962 in Rijssen) ist ein ehemaliger niederländischer Fußballschiedsrichter.
Wegereef war als Schiedsrichter in der niederländischen Eredivisie und international tätig. Sein Debüt im niederländischen Profifußball als bis dahin jüngster Schiedsrichter gab er 1988. Am 28. September 1995 pfiff er sein erstes UEFA-Pokal-Spiel, Ararat Jerewan gegen Dynamo Moskau.
Bei der WM 2002 leitete er das Spiel Senegal gegen Uruguay. Dabei zeigte er zwölfmal die Gelbe Karte, zu dieser Zeit eine Rekordmarke bei Fußball-Weltmeisterschaften, die jedoch noch am selben Tag durch den Spanier Antonio López Nieto (16 Karten, davon zwei Gelb-Rot, bei Kamerun – Deutschland) wieder gebrochen wurde.